# Nafissa Souleymane
Nafissa Souleymane (Tahoua, 18 november 1992) is een atlete uit Niger, die deelnam aan de Olympische Spelen in Londen in 2012. Ze kwam uit op de 100 m en liep daar een tijd van 12,81 s in de voorrondes, waardoor ze zich niet plaatste voor het hoofdtoernooi.